# Acanthametropodidae
Acanthametropodidae je čeleď jepic. Jsou známy tři druhy žijící v Severní Americe a ve východní Asii. Popsán byl i fosilní druh z období eocénu. Čeleď byla objevena v roce 1948. Nymfy těchto jepic se zdržují v říčních korytech se sypkým pískem a štěrkem, kde se nachází jen málo jiného vodního hmyzu a kde se proto hmyz sbírá jen zřídka. Navíc jsou to rychlí a obratní plavci. Nymfy jsou predátoři, kteří loví mimo jiné larvy pakomárů.

## Popis
Jsou to štíhlé jepice. Přední křídla mají protáhla s hustou žilnatinou. Samec má velké fasetové oči. Zadní křídla jsou poměrně velká. Nymfy mají tykadla tenká a dlouhá asi jako je délka jejich hlavy. Nohy jsou štíhlé a hladké. Tracheální žábry jsou listovitého tvaru s dlouhými třásněmi podél okraje.

## Systematika
Rody řazené do čeledi Acanthametropodidae:
- Acanthametropus, Tshernova, 1948
- Analetris, Edmunds, 1972